# Cylindrepomus albicornis
Cylindrepomus albicornis är en skalbaggsart som beskrevs av Nonfried 1894. Cylindrepomus albicornis ingår i släktet Cylindrepomus och familjen långhorningar. Inga underarter finns listade i Catalogue of Life.